# Трима мъже за убиване
„Трима мъже за убиване“ (на френски: Trois hommes à abattre) е френска криминална филмова драма, излязла по екраните през 1980 година, режисирана от Жак Дере. Главните роли се изпълняват от Ален Делон и Далила Ди Ладзаро. Сценарият е написан също от режисьора в съавторство с Ален Делон и Кристофър Франк, адаптация е по новелата на френския писател Жан-Патрик Манше.

## Сюжет
Внимание:  Текстът по-долу разкрива сюжета на произведението (или части от него)!
Произведението разказва историята на професионалния картоиграч Мишел Жерфо (Делон), който прибирайки се една късна вечер от поредната партия карти, се натъква на автомобилна катастрофа. Виждайки че шофьорът на колата е още жив, Жерфо закарва пострадалия в болницата. На другия ден той разбира от вестниците, че човекът, когото е закарал, всъщност е застрелян с огнестрелно оръжие и че той е бил известна публична фигура, замесен в нечисти сделки с оръжие. В един момент самият Жерфо се оказва в ролята на преследван от наемни убийци, разчистващи евентуалните свидетели.

## В ролите
| Изпълнител        | Роля                               |
| ----------------- | ---------------------------------- |
| Ален Делон        | Мишел Жерфо                        |
| Далила Ди Ладзаро | Беа                                |
| Мишел Оклер       | Лепринс                            |
| Паскал Роберт     | г-жа Борел                         |
| Лин Шардоне       | медицинска сестра                  |
| Жан-Пиер Дара     | Шокар, полицейски следовател       |
| Бернар Льо Кок    | Гасовиц                            |
| Франсоа Перо      | Етиен Жерме                        |
| Андре Фалкон      | Жак Музон                          |
| Феодор Аткин      | Льоблан                            |
| Даниел Бретон     | Карло                              |
| Кристиан Барбие   | Льотар                             |
| Питър Бонк        | Бастен                             |
| Симон Рено        | г-жа Жерфо, майката на Мишел Жерфо |

## Рецензия
С над 2 милиона зрители при излизането си във Франция, това е най-големият успех в боксофиса на филм с Делон след „Борсалино“ (1970) и „Червеният кръг“ (1970). Последвано от „За кожата на едно ченге“ (1981) и „Неукротимият“ (1983), произведението бележи началото на много популярна група от филми с Ален Делон от 1980-те години с обща визуална и сюжетна стилистика.